# Pristaulacus lateritius
Pristaulacus lateritius är en stekelart som först beskrevs av William Edward Shuckard 1841.  Pristaulacus lateritius ingår i släktet Pristaulacus och familjen vedlarvsteklar. Inga underarter finns listade i Catalogue of Life.